# In the Shadow of a Thousand Suns
In the Shadow of a Thousand Suns es el álbum debut de la banda de black metal sinfónico Abigail Williams lanzado en octubre del 2008 por la discográfica Candlelight. La banda cambia su estilo a Black Metal Sinfónico dejando atrás sus influencias hardcore que mostraban en su EP "Legend".
El álbum fue producido por James Murphy (guitarrista de las bandas Death, Obituary, Testament y Cancer). La realización del álbum tomo 6 meses y Trym Torson (baterista de Enslaved, Emperor y Zyklon) tocó la batería en el todo el álbum excepto las canciones "Floods", "Acolytes" y "Empyrean", en las cuales tocó Samus. La mayoría de las canciones fueron escritas por el vocalista y guitarrista Ken Sorceron cuando la banda se había separado temporalmente en el 2007. Les tomo seis meses terminar las grabaciones.
La banda lanzó una "edición de lujo" el 12 de enero de 2010, la cual incluía un segundo disco con cuatro nuevas canciones, una versión no lanzada de "Floods" y el videoclio de "Into the Ashes." Las versiones-demos de esas canciones están disponibles para descargar en internet. También se lanzó un nuevo disco, Tour 2009 EP, el cual fue lanzado el 9 de noviembre de 2009. Este material cuenta con las canciones "I Am (God)," "In Death Comes the Great Silence," la canción instrumental "Waiting for the Rain," "Infernal Divide," y "Floods." La versión demo de la canción "Floods" fue incluida en el nuevo disco, y Sorceron comentó, "en esta versión capture un poco más de energía que en la versión del álbum; debido a la labor de Zach Gibson, nuestro primer baterista."

## Lista de canciones
Todas las canciones escritas y compuestas por Ken Sorceron, excepto las marcadas. 
| N.º | Título                           | Duración |  |
| 1.  | «I»                              | 0:39     |  |
| 2.  | «The World Beyond»               | 6:16     |  |
| 3.  | «Acolytes»                       | 5:00     |  |
| 4.  | «A Thousand Suns»                | 5:09     |  |
| 5.  | «Into the Ashes»                 | 4:38     |  |
| 6.  | «Smoke and Mirrors»              | 4:52     |  |
| 7.  | «A Semblance of Life»            | 2:06     |  |
| 8.  | «Empyrean: Into the Cold Wastes» | 6:15     |  |
| 9.  | «Floods»                         | 5:48     |  |
| 10. | «The Departure»                  | 5:56     |  |

| Disco 2 (Agharta) |                                    |          |  |
| N.º               | Título                             | Duración |  |
| 1.                | «I Am (God)»                       | 4:50     |  |
| 2.                | «In Death comes the Great Silence» | 6:33     |  |
| 3.                | «Waiting for the Rain»             | 1:29     |  |
| 4.                | «Infernal Divide»                  | 5:06     |  |
| 5.                | «Floods (Demo)»                    | 6:14     |  |

| Bonus Track de la edición japonesa (Legend EP) |                           |          |  |
| N.º                                            | Título                    | Duración |  |
| 1.                                             | «From a Buried Heart»     | 04:13    |  |
| 2.                                             | «Like Carrion Birds»      | 03:40    |  |
| 3.                                             | «The Conqueror Wyrm»      | 04:21    |  |
| 4.                                             | «Watchtower»              | 05:39    |  |
| 5.                                             | «Procession of the Aeons» | 03:47    |  |

## Créditos
Abigail Williams
- Ken Sorceron – Voz, guitarra, bajo (excepto canción 8), teclados*, productor*, mezclas*, programación* (*en Agharta)
- James Murphy – Guitarra acústica, solos de guitarra (canción 2), mezclas, ingeniero de audio, masterizador, productor
- Ashley Ellyllon – Piano, sintetizadores, orquestación, segunda voz
- Sam "Samus" Paulicelli – Batería (en las canciones 3, 8 y 9)
- Thomas G. Plaguehammer – Bajo (solo en la canción 8)

Músicos adicionales
- Trym Torson – Batería (en las canciones 2, 4, 5, 6, 7 y 10)
- Mike Wilson – Guitarra en la canción 5, Solos de guitarra en las canciones 3, 8 y 9
- Zach Gibson – Batería (en Agharta y bonus edición japonesa Legend EP)
- Alana Potocnik – Teclados (en Agharta)
- Ian Jekelis – Guitarra (en Agharta)
- Mike Heller – Mallets

Producción
- Thorbjørn Akkerhuagen – Ingeniero (en la batería de Trym)
- Ryan Kelly – Ingeniero (Voces y batería de Samus)
- Toshihiro Egawa – Diseño de la portada
- Matt Vickerstaff – Diseño y arte de la portada